# نوین افروز
نوین افروز (زادهٔ ۱۰ شهریور ۱۳۲۰ ه‍. ش) نوازندهٔ پیانو، آهنگساز، موسیقی‌دان، شاعر و نقاش اهل ایران است. او نخستین نوازندهٔ پیانو در ایران است که پس از انقلاب ۱۳۵۷ در تالار وحدت تهران به اجرای کنسرت پرداخته است.

## زندگی‌نامه
نوین اسماعیلی افروز ۱۰ شهریور سال ۱۳۲۰ در تهران متولد شد. در کودکی به همراه خانواده‌اش به ایتالیا مهاجرت کرد. او تحصیلات ابتدایی خود را در مدرسهٔ فرانسوی‌های شهر میلان سپری کرد. پس از آن به کنسرواتوار «جوزف بورلی» این شهر راه یافت و دیپلم موسیقی خود را دریافت کرد. وی همچنین در کلاس‌های پیانیست سرشناس ایتالیایی «مایکل آنجلی» شرکت کرد و به آموخته‌های نوازندگی خود افزود. نوین افروز پس از آن به سوئیس سفر کرد و تحصیلات تکمیلی موسیقی خود را در کنسرواتوار ژنو ادامه داد. او که کنسرت‌های متعددی در کشورهای مختلف برگزار کرده است چند سال پس از انقلاب سال ۱۳۵۷ به ایران بازگشت و نخستین کنسرت پیانو، پس از انقلاب توسط او در تالار وحدت تهران به اجرا درآمد. وی همچنین نخستین نوازندهٔ خارجی است که پس از انقلاب فرهنگی در چین، موسیقی کلاسیک اجرا کرد.
در تابستان ۱۳۹۵، «به پاس سال‌های متمادی فعالیت موسیقی در عرصهٔ جهانی و اجرای کنسرت در سطح عالی بین‌المللی»، نشان شوالیه ایتالیا در سال ۲۰۱۶ میلادی توسط سرجو ماتارلا رئیس‌جمهور ایتالیا به نوین افروز اهدا شد. فیلم مستند نت‌های شاعر نقاش به کارگردانی مریم اسلوبی، دربارهٔ زندگی هنری نوین افروز ساخته شده است.
نوین افروز در زمینهٔ شعر و نقاشی نیز فعالیت دارد. بیشترِ نقاشی‌های او با رنگ‌های طبیعی مانند زعفران، اسفناج، لبو و … رنگ‌آمیزی شده‌اند.

## فعالیت‌ها
از جمله فعالیت‌های هنری نوین افروز می‌توان به موارد زیر اشاره کرد:
عضویت دائمی فستیوال لوگاندی سوئیس، عضویت در هیئت داوران مسابقه‌های جهانی برترین پیانسیت‌ها، سرپرستی گروه موسیقی «جاده ابریشم»، همکاری با ارکستر سمفونیک تهران به عنوان سولیست پیانو، اجرای رسیتال پیانو در تالار رودکی

## آثار
از جمله آثار هنری نوین افروز می‌توان به موارد زیر اشاره کرد:
- ساخت قطعات متعدد برای پیانو، دوئت پیانو، ارکستر، گروه کر و سازهای ایرانی[۷]
- کوئینتت «جاده ابریشم» در ۵ بخش با نام‌های ایران، چین، ترکمنستان، آذربایجان و ایتالیا[۱۲]
- «گلستان» برای ارکستر تلفیقی[۱۳]
- اجرای قطعات مختلف موسیقی کلاسیک از بتهوون و چایکوفسکی و شوپن و …[۷]
- کتاب‌های شعر امید صلح، انعکاس، شبنم و نمایی از ایتالیا[۱۴]
- چاپ آثار نقاشی در تقویم سال ۲۰۱۶[۱]

## جوایز و افتخارات
- جایزهٔ صلح آلبرت اینشتین[۱]
- نشان افتخار بین‌المللی رم[۱۵]
- جایزهٔ سنت ولتین طلایی[۱۲]
- جایزهٔ برترین فعالیت‌های فرهنگی زنان سازمان ملل متحد[۷]
- بزرگداشت در برنامهٔ «شب نوین افروز»، ۱۳۹۴[۱]
- نشان شوالیه ایتالیا، ۱۳۹۵[۱۶]
- نکوداشت در هفتمین سال‌نوای موسیقی ایران، اهدای تندیس و لوحِ سال‌نوا، ۱۴۰۳[۱۷]